# Jeneč zastávka
Jeneč zastávka je železniční zastávka, která se nachází severně od obce Jeneč. Leží v km 24,735 železniční trati Hostivice–Podlešín mezi odbočkou Jeneček a stanicí Středokluky. Nachází se v těsném sousedství stanice Jeneč, která však leží na trati Praha–Chomutov.

## Historie
Zastávka byla dána do provozu 7. května 1966 na nově zprovozněné přeložce trati mezi Hostivicí a Středoklukami, která vznikla z důvodu výstavby nového pražského letiště. Z důvodu špatného stavu železničního svršku přestala být zastávka od 1. ledna 1993 obsluhována vlaky a mezi Středokluky a Hostivicí byla trvale zavedena náhradní autobusová doprava. Od grafikonu 2004/2005 byla na trati Hostivice–Podlešín úplně zastavena pravidelná osobní doprava, včetně náhradních autobusů. Trať sice byla opravena a provoz na ní byl obnoven od 18. prosince 2006, ale jezdily na ní jen nákladní vlaky.
Osobní vlaky se na zastávku vrátily v jízdním řádu 2014/15 ve formě sezonních víkendových cyklovlaků, o rok později pak začaly jezdit celoročně běžné osobní vlaky.
V rámci modernizace trati Praha-Ruzyně – Kladno plánované na léta 2023–2026 dojde k úplnému zrušení této zastávky, neboť v její poloze bude vybudována nová stanice Jeneč, která nahradí stávající stanici toho jména.

## Popis zastávky
V zastávce ležící na jednokolejné trati je vnější úrovňové sypané nástupiště s délkou 52 m, hrana nástupiště je ve výšce 200 mm nad temenem kolejnice. Zastávka nemá osvětlení.